# مریدیت بروکس
مریدیت بروکس (انگلیسی: Meredith Brooks؛ زادهٔ ۱۲ ژوئن ۱۹۵۸) یک موسیقی‌دان اهل ایالات متحده آمریکا است. وی از سال ۱۹۸۹ میلادی تاکنون مشغول فعالیت بوده‌است.